# 王問 (正德進士)
王問（？—？年），字裕夫，南直隶苏州府吴江縣人，民籍。明朝政治人物。

## 生平
正德八年（1513年）癸酉科應天府乡试第六十八名舉人，九年（1514年）联捷甲戌科三甲第一名進士，官至大理寺评事。